# Kung Fu Panda – A végzet mancsai
A Kung Fu Panda – A végzet mancsai (eredeti cím: Kung Fu Panda: The Paws of Destiny) 2018-ban indult amerikai televíziós 3D-s számítógépes animációs akcióvígjáték-sorozat, amely Kung Fu Panda – A rendkívüliség legendája és a Kung Fu Panda-filmek alapján készült. A fejlesztője Elliott Owen, a zeneszerzője Leo Birenberg. A tévéfilmsorozat a DreamWorks Animation gyártásában készült. A sorozat 2018. november 16-án debütált  Amazon Video oldalán. Magyarországon a Minimaxon mutatták be az első 13 részt január 18 és február 29 között. A másik 13 részt a Minimax augusztus 20.-án mutatta be minden hétköznap. Augusztus 3.-án hétköznaponként pedig az első 13 részt ismételték.

## Ismertető
Négy pandakölyök talál egy rejtélyes barlangot, és véletlenül szert tesznek ősi, nagyhatalmú kung fu harcosok chi-jére, majd tudatosul bennük, hogy a végzetük a világ megmentése a gonosz erőktől. Po élete legnagyobb kihívással találja szembe magát, meg kell tanítania ezeket a gyerekeket arra, hogyan bánjanak új képességeikkel.
A kungfu legnagyobb mesterei gyorsak, erősek, ügyesek és van stílusuk! A kungfu legnagyobb mesterei a pandák!

## Szereplők
| Szereplő                   | Eredeti hang        | Magyar hang      |
| -------------------------- | ------------------- | ---------------- |
| Po                         | Mick Wingert        | Gáspár András    |
| Black Tortoise             | Mick Wingert        |                  |
| Nu Hai                     | Haley Tju           | Pekár Adrienn    |
| Mei Mei                    | Chrissy Metz        | Köves Dóra       |
| Mr. Ping                   | James Hong          | Harsányi Gábor   |
| Ping                       | James Hong          |                  |
| Nagyi                      | Amy Hill            | Bókai Mária      |
| Jing                       | Laya Deleon         | Hermann Lilla    |
| Bao                        | Gunnar Sizemore     | Miller Dávid     |
| Fan Tong                   | Makana Say          | Berkes Bence     |
| Oogway                     | Piotr Michael       | Cs. Németh Lajos |
| Wong                       | Piotr Michael       |                  |
| Wing                       | Piotr Michael       |                  |
| Bingwen                    | Piotr Michael       |                  |
| Emperor Kang Zi            | Piotr Michael       |                  |
| Dum Dum                    | Piotr Michael       |                  |
| Li Shan                    | Christopher Swindle | Jakab Csaba      |
| Zang                       | Christopher Swindle |                  |
| Sum                        | Christopher Swindle |                  |
| Jade Tusk                  | Cherise Boothe      | Ősi Ildikó       |
| Huifang                    | Cherise Boothe      |                  |
| Jindiao / Vörös Főnix      | Steve Blum          | Bolla Róbert     |
| Pious Chan                 | Steve Blum          |                  |
| Bunnidharma / Fehér Tigris | James Sie           | Turi Bálint      |
| Chong                      | James Sie           |                  |
| Sun Wukong                 | James Sie           |                  |
| Kék Sárkány                | JB Blanc            | Gyurity István   |
| General Fang               | JB Blanc            |                  |
| Xin                        | Grey Griffin        | Szabó Luca       |
| Laoshu                     | Grey Griffin        | Szabó Luca       |
| Suyin                      | Grey Griffin        | Szabó Luca       |
| Zhizhu                     | Jeff Bennett        | Galbenisz Tomasz |
| Yaoguai Demon              | Mitch Watson        | Szakács Tibor    |
| Rooster                    | Michael Rivkin      |                  |
| Princess Xiao              | Lacey Chabert       |                  |
| Shi Long                   | Sumalee Montano     |                  |
| Dark Shadow                | Elisa Gabrielli     |                  |
| White Bone Demon           | Elisa Gabrielli     |                  |
| Qilin                      | Jimmie Wood         |                  |
| Makesi                     | Betsy Sodaro        |                  |

## Évados áttekintés
| Évad | Évad | Epizódok | Eredeti sugárzás   | Eredeti sugárzás | Magyar sugárzás  | Magyar sugárzás    |
| Évad | Évad | Epizódok | Évadpremier        | Évadfinálé       | Évadpremier      | Évadfinálé         |
| ---- | ---- | -------- | ------------------ | ---------------- | ---------------- | ------------------ |
|      | 1    | 26       | 2018. november 16. | 2019. július 4   | 2020. január 18. | 2020. szeptember 7 |